# Partido de Guaminí
Partido de Guaminí är en kommun i Argentina.   Den ligger i provinsen Buenos Aires, i den centrala delen av landet, 400 km sydväst om huvudstaden Buenos Aires. Antalet invånare är 11 257.
Trakten runt Partido de Guaminí består till största delen av jordbruksmark. Runt Partido de Guaminí är det mycket glesbefolkat, med 2 invånare per kvadratkilometer.